# 载清亭
载清亭又名戴清，于崇祯八年明代文学家冯梦龙在担任福建省寿宁县知县期间所留下的一首五言律诗全诗主要以体现“以廉代匮”的施政理念为根本宗旨，这首诗被收录在《寿宁待志》之中，于1983年福建人民出版社正式出版。

## 诗歌原文
县在翠微处，浮家似锦棚。三峰南入幕，万树北遮城。地僻人难至，山多云易生。老梅标冷趣，我与尔同清。

## 字词脚注
1. 清：清廉。
2. 浮家：飘泊不定的人家。锦棚：华美的屋子。
3. 戴清亭：冯梦龙的前辈戴镗知县所造，此人为官清廉，冯梦龙与之神交久矣，决意要做一个像戴知县那样清明廉洁的良吏。
4. 翠微：青翠的山色，形容山光水色青翠缥缈。也泛指青翠的山。
5. 至：一作“到”。
6. 三峰：即三峰寺，位于寿宁县鳌阳镇西1.5千米处，是寿宁县创建最早的寺院。
7. 标：树木的末端。趣：意味、情态或风致。
8. 云：山谷间的云雾。